# 빈고미카와역
빈고미카와역(일본어: 備後三川駅)은 일본 히로시마현 세라군 세라정에 위치한 서일본 여객철도 후쿠엔 선의 철도역이다. 단선 승강장 1면 1선의 구조를 갖춘 지상역입니다.

## 역 주변
- 국도 제432호선
- 미카와 댐
- 아시다 강

## 역사
- 1938년 7월 28일 : 후쿠엔 선의 후추마치 역 - 조게 역 간 연장에 의해 개업.
- 1985년 12월 1일 : 무인역화.
- 1987년 4월 1일 : 일본국유철도 분할 민영화에 의해, 서일본 여객철도가 승계.

## 인접 역
| 후쿠엔 선            | 후쿠엔 선   | 후쿠엔 선                       |
| -------------------- | ----------- | ------------------------------- |
| 가와사 후쿠야마 방면 | ■ 후쿠엔 선 | 빈고야노 시오마치 · 미요시 방면 |